# Cikavac
Le cikavac (pron. tsikavats) est une créature légendaire de la mythologie serbe doté de longues ailes et d'un sac gulaire.
Un cikavac provient de l'œuf d'une poule noire placé sous l'aisselle d'une femme pendant quarante jours durant lesquels elle ne peut pas se confesser, se couper les ongles, se laver le visage ou prier. Le cikavac peut récolter le miel des ruches ou traire les vaches des troupeaux des autres villageois. Il peut aussi apprendre à son propriétaire le langage animal.

## Autre mythologie
En République tchèque, le plivník est un lutin qui remplit le même rôle que le cikavac.